# Wilfried Kanon
Wilfried Kanon (* 6. července 1993 Taabo) je profesionální fotbalista z Pobřeží slonoviny, který hraje na pozici středního obránce za finský klub IFK Helsinky a za fotbalovou reprezentaci Pobřeží slonoviny.

## Reprezentační kariéra
V A-mužstvu Pobřeží slonoviny debutoval začátkem roku 2015.
Zúčastnil se Afrického poháru národů 2015 v Rovníkové Guineji. V semifinále proti DR Kongo vstřelil jeden gól (výhra 3:1) a mohl slavit s týmem postup do finále. V něm Pobřeží slonoviny zdolalo Ghanu a Kanon získal zlatou medaili. Utkání se po výsledku 0:0 rozhodovalo v penaltovém rozstřelu a skončilo poměrem 9:8.